# 무한 집합
수학에서 무한 집합(無限集合, 영어: infinite set)은 원소의 개수가 무한히 많은 집합으로, 원소의 개수가 유한한 유한 집합이 아닌 모든 집합이다. 무한 집합은 크게 가산 무한 집합과 비가산 집합으로 나눌 수 있다.

## 정의
엄밀한 정의로는 집합 {\displaystyle A}의 적당한 진부분 집합 {\displaystyle S}가 존재해, {\displaystyle A}와 {\displaystyle S} 사이의 일대일 대응이 존재하면 {\displaystyle A}를 무한 집합이라 한다.
선택 공리를 추가한 체르멜로-프렝켈 집합론에서는 집합 {\displaystyle S}에 대하여 다음 조건들이 서로 동치이며, 이를 만족시키는 집합을 무한 집합이라고 한다.
- {\displaystyle S}는 두 개 이상의 원소를 가지며, {\displaystyle S}와 {\displaystyle S^{2}} 사이에 전단사 함수가 존재한다.
- {\displaystyle S}와 그 진부분 집합 {\displaystyle T\subsetneq S} 사이에 전단사 함수가 존재한다.
- 단사 함수이지만 전사 함수가 아닌 함수 {\displaystyle S\to S}가 존재한다.
- 전사 함수이지만 단사 함수가 아닌 함수 {\displaystyle S\to S}가 존재한다.
- 단사 함수 {\displaystyle \mathbb {N} \to S}가 존재한다.
- 전사 함수 {\displaystyle S\to \mathbb {N} }이 존재한다.

만약 선택 공리를 가정하지 않으면, 이 조건들 가운데 일부는 동치이지 않을 수 있다.

## 성질
임의의 집합 {\displaystyle S}에 대하여, 다음 조건들이 서로 동치이다.
- {\displaystyle S}는 무한 집합이다.
- {\displaystyle S^{2}}는 무한 집합이다.
- 멱집합 {\displaystyle {\mathcal {P}}(S)}는 무한 집합이다.

무한 공리를 제외한 체르멜로-프렝켈 집합론에서는 무한 집합의 존재를 증명할 수 없다. 즉, 무한 공리의 존재를 보이려면 무한 공리가 필요하다.

## 예
자연수의 집합 · 정수의 집합 · 유리수의 집합은 가산 무한 집합이다. 실수의 집합 · 복소수의 집합은 비가산 집합이다.

## 분류
- 무한 집합
  - 가산 무한 집합
    - 자연수의 집합
    - 정수의 집합
    - 유리수의 집합

  - 비가산 무한 집합
    - 실수의 집합
    - 복소수의 집합

## 같이 보기
- 알레프 수
- 유한 집합